# رابح بوصافي
رابح يحيى بوصافي لاعب كرة قدم قطري من أصول جزائرية يلعب حالياً في نادي الغرافة.

## مسيرة اللاعب
لعب في نادي الدحيل ونادي أم صلال ونادي الشمال ونادي الوكرة ونادي الغرافة.